# Pfarrkirche Engelhartstetten

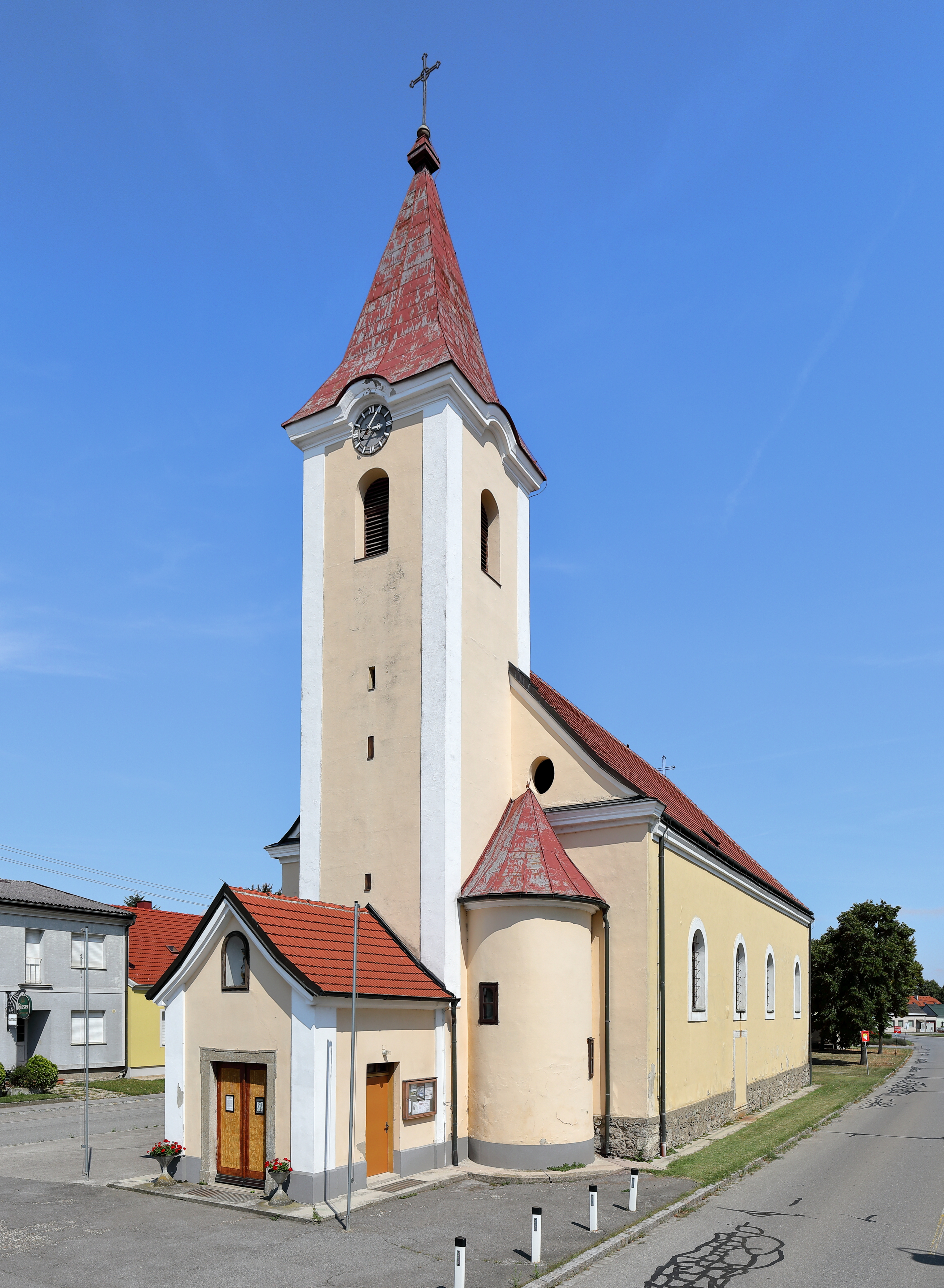
Pfarrkirche hl. Markus in Engelhartstetten

Die römisch-katholische Pfarrkirche Engelhartstetten steht in der Ortschaft Engelhartstetten in der Gemeinde Engelhartstetten im Bezirk Gänserndorf in Niederösterreich. Sie steht unter dem Patrozinium des heiligen Markus und liegt im Dekanat Marchfeld im Vikariat Unter dem Manhartsberg der Erzdiözese Wien. Das Bauwerk steht unter Denkmalschutz (Listeneintrag).

## Lagebeschreibung
Die Kirche steht in der Mitte des Angers in der Ortschaft Engelhartstetten.

## Geschichte
Die Kirche in Engelhartstetten gehörte ursprünglich zur heute verschwundenen Pfarre Gerlos. Um 1650 wurde Engelhartstetten eine eigenständige Pfarre, die 1784 wiedererrichtet wurde. Das Bauwerk stammt aus der zweiten Hälfte des 17. Jahrhunderts.

## Architektur

### Kirchenäußeres
Die Kirche ist ein einfacher barocker Bau. Über dem Langhaus ist ein mächtiges Satteldach. Die Fenster sind rundbogenförmig. Der Chor ist gleich breit wie das Langhaus. Der Westturm hat einen Spitzhelm. Im Osten ist ein kleiner Sakristeianbau an die Kirche angebaut.
Das Langhaus ist langgezogen, der Chor etwas eingezogen. Chor und Langhaus weisen Lünettenfenster auf. An den Chor schließt ostseitig ein Sakristeianbau an.

### Kircheninneres
Das dreijochige Langhaus ist kreuzgratgewölbt. Das Gewölbe ruht auf flachen Wandpfeilern, die Stuckaturen sind gemalt. Der querrechteckige Chor ist etwas erhöht. Über dem einjochigen Chor ist Kreuzgewölbe. Die dreiteilige Orgelempore ruht auf Doppelsäulenpaaren und ist platzlunterwölbt.

## Ausstattung
Der barocke Hochaltar stammt aus der ersten Hälfte des 18. Jahrhunderts. Das Altarbild zeigt den heiligen Markus. Es wird von Statuen der Heiligen Petrus, Paulus, Johannes Nepomuk und Franz Xaver flankiert. Im Auszug ist die Heilige Dreifaltigkeit dargestellt. Der Altar weist Opfergangsportale auf, die vasenverziert sind.
Die Seitenaltäre stammen aus der ersten Hälfte des 18. Jahrhunderts. Das Altarbild des linken Seitenaltares zeigt die Himmelfahrt Mariens. Die Seitenfiguren stellen die heilige Anna, Maria das Lesen lehrend und Joachim dar. Im Auszug ist ein Bild der Heiligen Dreifaltigkeit.
Das rechte Seitenaltarbild zeigt die Heilige Familie, die von Figuren der Heiligen Rochus und Sebastian flankiert wird. Im Auszug ist die heilige Rosalia dargestellt.
Die Kanzel stammt vom Ende des 17. Jahrhunderts. Am Korb sind Figuren der vier Evangelisten dargestellt. Auf dem Schalldeckel steht eine Figur des heiligen Michaels. In einer Nische am Triumphbogen steht die barocke Statue einer Gnadenmadonna aus der Mitte des 18. Jahrhunderts. Die Kreuzwegbilder stammen vom Anfang des 19. Jahrhunderts. Der barocke Taufstein stammt vom Anfang des 18. Jahrhunderts.

## Orgel
Die Orgel wurde 1893 von Josef Ullmann gebaut.